# Nora oder Ein Puppenheim
Nora oder Ein Puppenheim ist ein Theaterstück von Henrik Ibsen. Das 1879 erschienene Werk heißt im norwegischen Original Et dukkehjem (wörtlich übersetzt: Ein Puppenheim). Der Titel beschreibt die Starre und Eingeschlossenheit, aus der die Protagonistin Nora am Ende ausbricht. Sowohl ihr Vater als auch ihr Mann Torvald behandeln sie, den zeitgenössischen gesellschaftlichen Konventionen entsprechend, als einen Besitz, der ihnen zwar kostbar ist, dem sie aber kein Eigenleben zubilligen.
Das Stück hatte seine Uraufführung am 21. Dezember 1879 in Kopenhagen am Kongelige Teater. Die deutsche Erstaufführung fand 1880 in Hamburg statt. Für diese Aufführungen musste mit Rücksicht auf die zeitgenössische Sicht der Institution Ehe der Schluss verändert werden. Vorgesehen war, dass Nora schließlich Helmer und die Kinder verlässt. In diesen Aufführungen jedoch blieb Nora der Kinder wegen. Die erste deutsche Aufführung mit Ibsens Schluss fand 1880 in München statt.

## Inhalt
Nora und Torvald Helmer sind bereits seit acht Jahren miteinander verheiratet und haben drei Kinder. Sie leben gutbürgerlich in einer großen Wohnung. Es ist Weihnachten. Weil Torvald am Neujahrstag zum Bankdirektor befördert wird, freut sich Nora, endlich nicht mehr sparen zu müssen. Ihr Mann ermahnt sie, vernünftig zu bleiben: Sein erstes Gehalt in der neuen Position werde er erst in einem Vierteljahr erhalten. Falls ihm vorher etwas zustoße, dürfe sie keinesfalls mit Schulden dastehen. Torvald behandelt Nora wie ein Püppchen, mit dem er spielen kann, er nennt sie „Eichkätzchen“ und „Singlerche“ und nimmt sie genauso wenig ernst wie früher ihr Vater.
An einem dieser weihnachtlichen Tage kommt Noras frühere Freundin Christine Linde zu Besuch. Beide haben sich seit zehn Jahren nicht mehr gesehen und erzählen sich, was in der Zwischenzeit alles geschehen ist. Christine hat acht Jahre zuvor ebenfalls einen wohlhabenden Mann geheiratet, hauptsächlich, weil sie Geld brauchte, um ihre Mutter und ihre jüngeren Brüder zu versorgen. Bei seinem Tod drei Jahre zuvor hat er ihr aber nichts hinterlassen, so dass sie wieder erwerbstätig werden musste. Inzwischen ist die Mutter gestorben, und die Brüder sind erwachsen. Da sie ihre Stelle verloren hat, bittet sie Nora, Torvald zu fragen, ob er sie in seiner Bank beschäftigen könne.
Anschließend berichtet Nora von ihren letzten zehn Jahren. Ihr Mann Torvald bekam nach der Eheschließung einen hochgestellten Posten, bei dessen Ausübung er sich derartig übernahm, dass die Ärzte um sein Leben fürchteten und dringend zu einer Erholungsreise in den Süden rieten. Gleich nach der Geburt des ersten Kindes fuhr die Familie deshalb für ein Jahr nach Italien. Noch heute glaubt Torvald, dass Noras Vater die teure Reise bezahlt habe. Christine ist der erste Mensch, dem Nora die Wahrheit erzählt: Sie nahm bei Rechtsanwalt Krogstad ein Darlehen auf. Den Schuldschein sollte ihr Vater als Bürge unterschreiben. Aber der lag auf dem Sterbebett, und Nora wollte nicht, dass er sich Sorgen um die Gesundheit ihres Mannes mache. Deshalb fälschte sie die Unterschrift ihres Vaters.
Tatsächlich bemerkt Krogstad aber genau an diesen Weihnachtstagen die Wahrheit: Obwohl Noras Vater bereits seit drei Tagen tot war, hatte er seine Unterschrift hergegeben. Krogstad ist sicher, dass Nora sie gefälscht haben muss. Trotz allem ist die Frau sich keiner Schuld bewusst, denn sie habe das Beste für ihren Mann und ihren Vater gewollt; aber der Anwalt erklärt ihr „Die Gesetze fragen wenig nach den Beweggründen“ und versucht Nora zu erpressen: Sie soll ihren Mann davon abbringen, ihn zu entlassen. Er arbeitet als Bürokraft in der gleichen Bank, der Torvald demnächst vorstehen wird. Torvald geht jedoch nicht auf Noras Bitten ein, denn auch Krogstad soll eine Unterschrift gefälscht haben. „Er hat die Tat nicht geleugnet und eine Strafe dafür verbüßt“, meint Torvald. Als Ersatz für Krogstad, der ihm unsympathisch ist, will er Christine Linde einstellen.
Krogstad aber schreibt einen Brief an Torvald, in welchem er diesen über Noras Urkundenfälschung aufklärt. Nachdem er selbst den Brief in Torvalds Postkasten eingeworfen hat, spitzt sich das Geschehen zu: Jetzt ist es nur noch eine Frage der Zeit, bis der Brief gelesen wird.
Krogstad hatte vor Jahren um Christine Linde geworben. Diese aber musste mit ihm brechen, weil sein Verdienst nicht ausgereicht hätte, ihre Mutter und ihre beiden Brüder mit zu ernähren, wovon er aber nichts weiß. Nun gesteht sie ihm ihre Liebe und veranlasst ihn damit, seinen Brief ungeöffnet von Torvald zurückzuverlangen. Christine bringt ihn jedoch davon ab: Sie ist überzeugt, dass es zwischen Nora und Torvald nicht bei den Heimlichkeiten bleiben kann und es zu einer Aussprache kommen muss.
Torvald liest den Brief und reagiert mit Bestürzung und maßlosen Beschimpfungen: „O, welch ein entsetzliches Erwachen! Diese ganzen acht Jahre hindurch – sie, die meine Freude und mein Stolz war – eine Heuchlerin, eine Lügnerin – ja noch Schlimmeres, Schlimmeres – eine Verbrecherin! […] Alle die leichtsinnigen Grundsätze deines Vaters – schweig! Deines Vaters leichtsinnige Grundsätze – du hast sie alle geerbt. Keine Religion, keine Moral, kein Pflichtgefühl – […] Mein ganzes Glück hast du vernichtet. Die ganze Zukunft hast du mir verdorben. […] Und so jämmerlich muss ich sinken und zugrunde gehen eines leichtsinnigen Weibes wegen!“
Torvald will jedoch um jeden Preis einen Skandal vermeiden und deshalb weder Trennung noch Scheidung. Nora soll im Hause bleiben und nach außen so tun, als sei nichts geschehen. Mit den Erpressungsversuchen Krogstads werde er fertig.
Da wird ein weiterer Brief von Krogstad abgegeben, der den Schuldschein mit der gefälschten Unterschrift enthält. Torvald wirft den Schuldschein ins Feuer, vergibt Nora und meint, damit könne nun alles weitergehen wie zuvor.
Aber Nora ist tief enttäuscht, denn sie hat jetzt klar erkannt, dass es Torvald stets nur um Ehre und Status ging und geht. Ihr wird bewusst, dass er sie nie als Partnerin ernst genommen hat. „Unser Heim war nichts andres als eine Spielstube. Zu Hause, bei Papa, wurde ich wie eine kleine Puppe behandelt, hier wie eine große. Und die Kinder wiederum waren meine Puppen. Ich war recht vergnügt, wenn du mit mir spieltest, so wie die Kinder vergnügt waren, wenn ich mit ihnen spielte. Das war unsere Ehe, Torvald.“
Als Folge verlässt sie ihren Mann und die Kinder, indem sie zugleich die gesellschaftliche Moral und die vorgegebenen Rollenerwartungen hinterfragt: „Ich muss herauskriegen, wer recht hat, die Gesellschaft oder ich.“

## Figuren

### Nora Helmer
Die Protagonistin des Stücks erfährt eine starke Wandlung. Von einer ursprünglich kapriziösen, kindlichen und allzeit vergnügten Person verändert sie sich in eine zunehmend nachdenkliche Frau mit einem Verlangen nach mehr Selbstbestimmung. Sie fühlte sich bereits durch ihren Vater eingeengt und erfährt selbiges seit einigen Jahren auch durch ihren Mann Torvald Helmer. Sie soll seine „Lerche“, „kleine Nora“ sein, immer froh gelaunt und um ihn tanzend.
Besonders stolz ist sie darauf, ihrem Torvald das Leben gerettet zu haben, als dieser todkrank war. In finanziell knappen Zeiten rettete ihn nur ein Kuraufenthalt im Süden, den sie über einen Kredit finanzierte. Allerdings musste sie hierfür die Unterschrift ihres im Sterben liegenden Vaters fälschen, was sie später noch stark unter Druck setzen sollte.
Am Schluss ist Nora völlig überzeugt, dass sie und Torvald nicht zueinander passen und dass sie keine richtige Ehe führen. Somit packt sie, trotz inständigen Flehens Torvalds, ihre Sachen und verlässt Mann und Kinder.

### Torvald Helmer
Torvald Helmer ist der Ehemann von Nora. Er ist Rechtsanwalt und soll nach Neujahr eine Stelle als Bankdirektor einer Aktienbank erhalten, was der Familie zukünftig ein höheres Einkommen verschaffen wird, was wiederum seine gesellschaftliche Position verbessert. Er ist sehr fixiert auf das Recht und scheint kaum die Gefühle anderer bei seinen Entscheidungen zu berücksichtigen. Torvald ist ein Mann, der sehr gewissenhaft mit seinem Leben und sparsam mit Geld umgeht.
Dass er sein Berufsziel (die Beförderung zum Bankdirektor) erreicht hat, zeigt, wie strebsam er ist.
Torvald hat kein gutes Bild von Frauen, da er seine Frau Nora als Singlerche (ein lebensfroher Vogel, der seine Lust austrällert) bezeichnet. Mit seinem Geld und seinem gespielten Charme versucht er, die Liebe seiner Frau zu erkaufen. Er geht mit ihr um wie mit einem Kind, indem er sie ausfragt, ob sie wieder genascht habe, und gibt ihr kein Geld, da er dann nicht kontrollieren könne, was sie sich dafür kauft. Somit setze sie nämlich ihren eigenen Willen durch, was gegen das damalige Rollenbild einer Frau war. Er ergreift von seiner Frau Nora als seiner „Puppe“ (vgl. Alternativtitel Ein Puppenheim) Besitz. Als er sich jedoch schützend vor sie stellen musste, nämlich als Krogstad sie mit einer gefälschten Unterschrift erpresst, denkt er lediglich an seinen Ruf.

### Christine Linde
Sie ist eine Jugendfreundin von Nora, die in ihrer finanziellen Not eine Zweckehe einging. Ihr Mann starb jedoch bald und hinterließ ihr nichts. Ihre eigentliche Liebe Krogstad verstieß sie damals, weil er ihr keine finanzielle Sicherheit bieten konnte. Während des Stücks finden die beiden jedoch wieder zueinander. Sie versucht, den Brief von Krogstad weniger schlimm zu machen, indem sie mit ihm redet, sodass er einen zweiten Brief abgeben lässt, in dem der Schuldschein und ein Beibrief enthalten sind.

### Nils Krogstad
Krogstad ist derjenige, bei dem Nora heimlich das Geld für die Reise mit Helmer geliehen hat. Er ist ebenfalls Jurist und arbeitet auch in der Aktienbank, soll jedoch aufgrund seiner Vergangenheit (auch er hat Unterschriften gefälscht) entlassen werden. Er versucht dies zu verhindern, indem er Nora, die Frau des Direktors Helmer, mit der von ihr eindeutig gefälschten Unterschrift erpresst. Nachdem er jedoch wieder mit seiner Jugendliebe, Noras Freundin Christine Linde, zusammengekommen ist, vollzieht auch er eine Wandlung. Er schickt die Urkunde an Nora zurück und zieht somit auch seine Erpressungsversuche zurück.

### Doktor Rank
Der Doktor ist ein Jugendfreund von Helmer/Torvald, der nahezu täglich zu Gast bei Helmer und Nora ist. Wie sich im Stück herausstellt, macht er das nicht zuletzt, weil er in Nora verliebt ist. Der Todkranke, der letztendlich in gewollter Einsamkeit stirbt, spielt jedoch keine entscheidende Rolle.
Es ist aber zu bemerken, dass er der Einzige ist, mit dem Nora reden kann.

### Noras Kinder
Noras Kinder Ivar (kurz vor der Italienreise als Erster geboren), Bob und Emmy sind zwar nur im ersten Akt zu sehen, werden aber später häufig erwähnt. Als Nora ihre eigene Zukunft bedroht sieht, denkt sie immer als erstes auch gleich an sie. Als sie ihren Mann verlässt, verlässt sie jedoch auch ganz bewusst ihre Kinder, ohne sie vorher noch einmal gesehen oder sich von ihnen verabschiedet zu haben. So wie Torvald Nora als Puppe behandelt hat, hat Nora die Kinder als Puppen behandelt und sieht sich außerstande, sie zu Menschen und nicht zu Puppen zu erziehen, da sie selbst nie eine solche Erziehung genießen durfte.

### Anne-Marie
Anne-Marie ist das Kindermädchen der Familie Helmer. Dadurch ist sie fast wie eine zweite Mutter für Noras Kinder. Außerdem war sie bereit, ihr eigenes Kind zu verlassen, um Noras Kindermädchen zu sein. Sie kennt Nora von Kindesbeinen an.

### Helene
Helene ist das Hausmädchen bei Helmers und hat nur eine Nebenrolle. Anne-Marie, das Kindermädchen, wird viel mehr beschrieben, obwohl sie beide eine ähnliche Rolle spielen. Sie helfen beide der Familie Helmer.

### Stadtbote
Der Stadtbote tritt nur ganz kurz am Anfang des Stückes auf, als er Nora, die mit ihm vom Einkaufen der Weihnachtsgeschenke und des Weihnachtsbaumes kommt, hilft. Er spielt keine weitere Rolle, nur wird durch Noras Worte „Da ist eine Krone. Nein – behalten Sie den Rest“ verdeutlicht, dass die Familie dem höheren Mittelstand angehört, da zu der damaligen Zeit der durchschnittliche Tagesverdienst eines solchen Dienstboten 2,22 Kronen betrug, Nora ihm also ein sehr hohes Trinkgeld gibt.

## Adaptionen

### Bühne und Literatur
- Die schottische Autorin Zinnie Harris adaptierte Ibsen Stück, welches unter dem Titel A Doll’s House am 14. Mai 2009 im Donmar Warehouse in Londoner Westend Weltpremiere feierte. Unter der Regie von Kfir Yefet übernahmen Gillian Anderson und Toby Stephens die Hauptrollen.
- Lee Breuer inszenierte Ibsens Puppenheim radikal und intelligent. Die Deutschland-Premiere für Mabou Mines Dollhouse war beim Festival Theater der Welt in Stuttgart im Jahr 2005.
- Esther Vilar: Helmer oder Ein Puppenheim. Variation über ein Thema von Henrik Ibsen. Ullstein, Frankfurt am Main 1981, ISBN 3-548-20188-1 (mit einem Essay der Autorin zum Feminismus).
- Elfriede Jelinek: Was geschah, nachdem Nora ihren Mann verlassen hatte oder Stützen der Gesellschaften. 1977.
- Lucas Hnath schrieb mit A Doll’s House, Part 2 eine Fortsetzung des Stückes von Henrik Ibsen, in welchem Nora fünfzehn Jahre, nachdem sie aus der Tür hinaus getreten ist, ihre Familie zum ersten Mal wieder besucht. Es wurde 2017 mit Laurie Metcalf in der Hauptrolle am Broadway aufgeführt, wofür sie ihren ersten Tony Award gewann.

### Verfilmungen
| Jahr | Filmtitel                          | Produktionsland        | Regisseur                | Darstellerin der Nora | Anmerkung                                                            |
| ---- | ---------------------------------- | ---------------------- | ------------------------ | --------------------- | -------------------------------------------------------------------- |
| 1923 | Nora                               | Deutschland            | Berthold Viertel         | Olga Tschechowa       | Stummfilm                                                            |
| 1944 | Nora                               | Deutschland            | Harald Braun             | Luise Ullrich         |                                                                      |
| 1965 | Nora oder ein Puppenheim           | Deutschland            | Imo Moszkowicz           | Maria Schell          | Fernsehfilm                                                          |
| 1973 | Nora Helmer                        | Deutschland            | Rainer Werner Fassbinder | Margit Carstensen     | Fernsehfilm                                                          |
| 1973 | A Doll’s House                     | Vereinigtes Königreich | Patrick Garland          | Claire Bloom          | Fernsehfilm                                                          |
| 1973 | Nora                               | Vereinigtes Königreich | Joseph Losey             | Jane Fonda            |                                                                      |
| 1980 | L’ultimo spettacolo di Nora Helmer | Italien                | Carlo Quartucci          | Valeria Ciangottini   | Fernsehfilm                                                          |
| 2003 | Nora                               | Deutschland            | Thomas Ostermeier        | Anne Tismer           | Fernsehfilm                                                          |
| 2008 | Mabou Mines Dollhouse              | Vereinigte Staaten     | Lee Breuer               |                       | Fernsehfilm, Adaption der modernen Theaterinszenierung               |
| 2011 | Nora oder Ein Puppenhaus           | Deutschland            | Herbert Fritsch          | Manja Kuhl            | Fernsehfilm, Adaption nach einer Inszenierung des Theater Oberhausen |